# Jelenka (chata, Malá Úpa)
Jelenka je turistická horská bouda nacházející se ve východních Krkonoších v nadmořské výšce 1260 m. Bouda je umístěna na východním úbočí Svorové hory, 700 m jihozápadně od Sovího sedla. Kolem boudy prochází státní hranice mezi Českou republikou a Polskem. Bouda je provozována celoročně. V přízemí je umístěna restaurace, v prvním patře je k dispozici pět pokojů s celkovou ubytovací kapacitou 26 osob. Za boudou vyvěrá Emmin pramen.

## Historie
Bouda byla vystavěna původně jako lovecká chata hrabětem Jaromírem Černínem-Morzinem, který ji po dostavbě roku 1936 pojmenoval jako Bouda u Emmina pramene (německy Emma-quelle baude). U pramene stával do konce 2. světové války turistický kiosek. Po 2. světové válce byla bouda zkonfiskována a sloužila k podnikové rekreaci. Do soukromého vlastnictví se vrátila na začátku 90. let 20. století.

## Dostupnost
Pěší přístup je možný po turistických trasách:
- po  červené cestě česko-polského přátelství z Pomezních Bud, po které vede od rozcestní Nad Pomezními boudami  naučná stezka Jelení.
- po  červené turistické značce ze Sněžky.
- po  žluté turistické značce, po které vede cyklotrasa z Horní Malé Úpy.
- po  zelené turistické značce od rozcestí Nad Růžovohorským sedlem, která navazuje na  žlutou turistickou značku z Velké Úpy přes Růžohorky.
- po  polské modré turistické značce z Obřího sedla kolem Sněžky.
- po  polské modré turistické značce z Pomezních Bud po státní hranici přes Tabuli (polsky Skalny Stół).